# Las ruinas
Las ruinas (The Ruins originalmente en inglés) es una película de 2008 de terror dirigida por Carter Smith y protagonizada por Jonathan Tucker, Shawn Ashmore, Jena Malone, Laura Ramsey y Joe Anderson. La película está basada en la novela homónima de Scott Smith, quien también escribió el guion. También es la primera película no de comedia que tiene como productor ejecutivo a Ben Stiller.

## Trama
En una habitación oscura, una joven intenta pedir ayuda utilizando su teléfono móvil. Incapaz de obtener señal, es arrastrada por una fuerza invisible.
Dos jóvenes parejas norteamericanas (Jeff con Amy, y Eric con Stacy) pasan las vacaciones en México. En la piscina de su hotel hacen amistad con un turista alemán, Mathias, y deciden ayudarle a buscar a su hermano, Heinrich. Heinrich había conocido a una arqueóloga y la acompañó a una excavación arqueológica en unas remotas ruinas mayas en la selva. A la mañana siguiente, Jeff, Amy, Eric, Stacy, Mathias y otro turista, Dimitri, inician el viaje en bus hacia donde había sido visto por última vez Heinrich.
El lugar de las ruinas se indica en un burdo mapa que dibujó Heinrich antes de partir. Tras un largo viaje, el grupo llega a una villa remota cerca de la excavación y montan en un taxi destartalado para ir hasta el destino marcado en el mapa. Tras llegar al rastro principal, avistan el jeep de Heinrich y continúan.
Cuando llegan a las ruinas (las cuales se tratan de una alta pirámide maya), los aldeanos mayas surgen de la selva, munidos de arcos y armas. Mathias intenta decirles que buscan a su hermano mostrándoles su foto en el teléfono móvil. Entonces Amy, retrocediendo, pisa accidentalmente unas enredaderas de la base de las ruinas y los mayas les apuntan con sus armas. Dimitri intenta calmar la situación yendo hasta Amy y cogiendo la cámara, al pensar que es la causa del problema, y pisando también las enredaderas. Camina hacia los mayas con la intención de darles la cámara, pero le aciertan con una flecha en el hombro y luego le disparan en la cabeza. El resto del grupo huye entonces subiendo las escaleras de las ruinas para escapar de los mayas.
En la cima encuentran un campamento abandonado con dos tiendas y un pozo descendente en el centro. Eric y Mathias son los únicos con teléfonos móviles, pero el de Eric no capta señal y los mayas siguen teniendo el otro. Entonces oyen un móvil sonando y se dan cuentan que viene del fondo del pozo. Mathias está seguro de que es la música de su hermano, y deciden bajarlo. Mientras lo bajan, la cuerda se rompe, y cae a la oscuridad.
Mientras tanto, Amy desciende las escaleras del templo para razonar con los mayas. Les arroja con rabia un matojo de enredaderas, las cuales golpean a un chico, lo que lleva a los mayas a matar al muchacho. En este punto se dan cuenta de que los mayas tienen miedo de las enredaderas, y como todos las han tocado, los mayas no les dejarán marchar. Más tarde, Amy y Stacy bajan por el pozo para ayudar a Mathias y encontrar el móvil. Mathias se ha roto la espalda. Jeff y Eric fabrican una camilla e izan al paralizado Mathias.
A la mañana siguiente, Stacy observa que un zarcillo de enredadera ha reptado hasta una herida de su pierna. Las enredaderas también se han aferrado a las piernas de Mathias y se las han comido hasta el hueso. Se oye el móvil de nuevo. Esta vez, Amy y Stacy bajan por el pozo, y en una pequeña sala cubierta de enredaderas descubren el cuerpo de la joven arqueóloga de la escena inicial y su teléfono, que está roto. Amy descubre que las flores vibran y chirrían, reproduciendo el sonido del móvil. Las enredaderas atacan, pero las dos logran escapar. Stacy está convencida de que las enredaderas están vivas dentro de ella y creciendo. El grupo se da cuenta de que las enredaderas son depredadoras. También ven a los mayas echando sal en la tierra alrededor de la colina. Jeff insiste que "cuatro norteamericanos de vacaciones no desaparecen sin más" y que la ayuda está en camino.
Al empeorar el estado de Mathias, Jeff le amputa ambas piernas. Stacy se pone celosa porque Eric conforta a Amy, diciendo que les oyó hacer el amor. Cuando Jeff intenta calmar la situación, Stacy cuestiona la fidelidad de Amy. Mientras los cuatro discuten, las enredaderas ahogan a Mathias.
Stacy sabe que las enredaderas crecen dentro de ella, así que Jeff se las extirpa. Stacy dice que puede sentir más, pero los demás se niegan con reticencia a sus súplicas para que se las quiten. Cuando Amy le da a Stacy whisky para que beba, todos pueden obseervar cómo una enredadera pasa por su frente, pero Stacy lo siente y les pregunta, pero ellos lo niegan. Mientras los demás duermen, Stacy se escurre fuera de la tienda y comienza a cortarse. Jeff intenta detenerla y ella le corta la mano. Eric intenta detenerla y Stacy lo acuchilla mortalmente. Abrumada por la culpa, le pide a Amy que la mate, Jeff coge el cuchillo y Eric es arrastrado por las enredaderas. Mientras, los mayas observan desde la base de la pirámide. Se oye gritar a Stacy, y los gritos terminan abruptamente, dando a entender que la mataron.
Sabiendo que morirán, Jeff idea un plan para que escape Amy. Le unta sangre por todo el cuerpo, y la lleva a la base del templo, dejándola en el suelo, haciéndola parecer que ha muerto. Mientras distrae a los mayas, éstos le disparan, y Amy huye. Llega al jeep y escapa.
En la escena final, se observa a los amigos griegos de Dimitri llegar al templo buscándole.

### Final alternativo
La Versión sin clasificar (Unrated) contiene un final alternativo, que muestra a Amy alejándose de las ruinas en el jeep, como en el final normal, pero esta vez las enredaderas aparecen bajo la piel de su cara y su ojo se llena de sangre. La escena pasa entonces a un cementerio, donde un empleado camina entre las lápidas silbando Frère Jacques. Oye la misma canción en una tumba, la cual se revela ser de Amy. Alrededor de la lápida hay algunas flores rojas y, cuando el empleado se acerca para tomar una foto, la música aumenta y la pantalla se vuelve en negro, el empleado se da cuenta del plan de la enredadera, así que trae combustible y le prende fuego hasta extinguir las enredaderas para siempre, al no estar seguro riega sal alrededor de la tumba de Amy y le siembra una rosa.

## Elenco
- Jena Malone como Amy.
- Jonathan Tucker como Jeff Dean McIntire.
- Laura Ramsey como Stacy.
- Shawn Ashmore como Eric.
- Joe Anderson como Mathias.
- Dimitri Baveas como Dimitri.
- Jesse Ramirez
- Karen Strassman